# مدیریت توحش
مدیریت توحش: خطیرترین مرحله‌ای که امت اسلام از آن می‌گذرد (به عربی: إدارة التوحش: أخطر مرحلة ستمر بها الأمة) یا اداره توحش کتابی از ابی‌بکر ناجی، استراتژیست اسلامی است که در سال ۲۰۰۴ در اینترنت منتشر شد. این کتاب ارائه‌دهنده استراتژی برای القاعده و سایر افراط‌گرایان در جهت ایجاد خلافت اسلامی جدید است.